# Tricimba pulla
Tricimba pulla är en tvåvingeart som beskrevs av Dely-draskovits 1983. Tricimba pulla ingår i släktet Tricimba och familjen fritflugor.
Artens utbredningsområde är Afghanistan. Inga underarter finns listade i Catalogue of Life.